# 大沢基将
大沢 基将（おおさわ もとまさ）は、江戸時代前期の高家旗本。官位は従四位上・左少将。

## 生涯
大沢基重の長男として誕生した。
寛永10年（1633年）2月19日、3代将軍・徳川家光に拝謁する。正保元年（1644年）、従四位下・兵部大輔に叙任され、奥高家に抜擢される。正保3年12月1日（1647年）、侍従に昇進する。
慶安3年（1650年）、父が没したため家督を継ぐ。その後は、たびたび京への遣いの任を果たした。明暦元年（1655年）10月9日、朝鮮通信使の日光参拝の準備に日光に出向いた。寛文2年（1662年）、京都を襲った大地震（寛文近江・若狭地震）が起こり、朝廷への機嫌伺いの遣いとして上洛した。寛文3年（1663年）3月25日、霊元天皇即位慶祝のため、松平直政と京都に上洛し、6月3日に従四位上・左少将に昇進した。
延宝6年（1678年）、相模国箱根塔ノ沢温泉で病の療養をし、同所で没した。子がなく、伊勢国津藩主藤堂高次の四男・基恒を養子にした。墓所は宿盧寺。